# Brian Komen
Brian Komen (* 10. August 1998 in Chebara) ist ein kenianischer Leichtathlet, der sich auf den Mittelstreckenlauf spezialisiert hat. 2024 siegte er bei den Afrikaspielen in Accra im 1500-Meter-Lauf und sicherte sich im selben Jahr auch den Titel bei den Afrikameisterschaften in Douala.

## Sportliche Laufbahn
Erste Erfahrungen bei internationalen Meisterschaften sammelte Brian Komen im Jahr 2024, als er bei den Afrikaspielen in Accra in 3:39,19 min die Goldmedaille im 1500-Meter-Lauf gewann. Im Mai siegte er in 3:32,43 min bei der Doha Diamond League und im Juni siegte er in 3:33,95 min bei den Afrikameisterschaften in Douala. Anschließend wurde er beim Herculis in 3:28,80 min Dritter, ehe er im August bei den Olympischen Sommerspielen in Paris mit 3:35,59 min im Finale auf den zwölften Platz gelangte.

## Persönliche Bestzeiten
- 1500 Meter: 3:28,80 min, 12. Juli 2024 in Monaco
  - 1500 Meter (Halle): 3:37,42 min, 3. Februar 2024 in Metz